# دیوید فوکنر
دیوید فوکنر (انگلیسی: David Faulkner؛ زادهٔ ۱۰ سپتامبر ۱۹۶۳) بازیکن هاکی روی چمن اهل بریتانیا است.
وی در مسابقات کشوری و بین‌المللی در مجموع برندهٔ ۱ مدال طلا، ۱ مدال نقره شده‌است.